# Infracțiune
În limbajul obișnuit, infracțiunea este o acțiune ilegală, faptă ce prezintă un pericol social, constă în săvârșirea cu vinovăție a unei abateri de la legea penală, care este sancționată de lege.
Infracțiuna care nu a fost raportată în termen de 120 de zile la unitățile de poliție, asupra unor persoane care nu au raportat infracțiunea este declarată nulă, conform procesului juridic. 
Inacțiunea (nonacțiunea) constă într-o comportare negativă, în neîndeplinirea unei obligații impuse de lege. (de exemplu, nehrănirea unui copil de vârstă fragedă și provocarea acestuia unor dureri cauzate de lipsa hranei reprezintă infracțiune prin omisiune, adică prin inacțiune).
Infracțiunea este uneori confundată cu incriminarea. Diferența dintre cele două constă în faptul că incriminarea reprezintă contextul conform legii în care o anumită faptă este conisderată drept infracțiune, în timp ce infracțiunea propriu-zisă nu reprezintă decât acțiunea în sine, cea care încalcă legea.

## Clasificare
În funcție de caracterul și gradul prejudiciabil, infracțiunile sunt clasificate în următoarele categorii: ușoare, mai puțin grave, grave, deosebit de grave și excepțional de grave. Cele mai grave infracțiuni sunt numite  crime. Trebuie menționat faptul că noțiunea de crimă din limbajul comun nu are același înțeles cu noțiunea de crimă în sens juridic. Astfel, în această categorie nu sunt incluse doar omorul („crimele” de sânge), ci și alte infracțiuni deosebit de periculoase care pun în pericol mari valori sociale. De exemplu, datorită unei pedepse aspre, infracțiunile contra siguranței statului sunt incluse în această categorie. 
Potrivit vechiului cod penal românesc, infracțiunile erau împărțite în 3 categorii: crime, delicte și contravenții. Codul Penal francez, ce a reprezentat sursă de inspirație pentru cel românesc, a păstrat în articolul 1 această clasificare, în timp ce românii au modificat-o în sensul că, ultima categorie, contravențiile, nu mai reprezintă o categorie de infracțiuni, ci un mijloc punitiv de natură administrativă. Ce interesează însă la această clasificare, nu este neapărat tipul ramurii de drept ce creează răspunderea pentru anumite fapte, ci gravitatea lor. 
Delictele sunt infracțiuni cu un grad de pericol social mai mic (de exemplu furt, tâlhărie etc.). 
În dreptul românesc, contravențiile nu mai sunt infracțiuni.
Pericolul social este apreciat de legiuitor ca fiind acea stare în care valorile sociale (viața omului, integritatea sa fizică și psihică, bunurile sale etc.) pot fi vătămate prin anumite fapte. 
Vinovăția reprezintă o anumită atitudine psihică a persoanei care a săvârșit infracțiunea. Legea prevede anumite forme de vinovăție: intenția, culpa și praeterintenția.

## Faptă
Conceptul de faptă poate consta atât într-o acțiune, cât și într-o inacțiune (nonacțiune). Astfel, acțiunea reprezintă o formă de manifestare a faptei, o conduită pozitivă din partea făptuitorului prin care acesta își mobilizează energia pentru a face ceva, pentru a produce o modificare în realitatea ce îl înconjoară. (spre exemplu lovirea este o acțiune). 
O faptă este săvârșită cu intenție directă atunci când făptuitorul prevede rezultatul faptei sale și urmărește producerea lui prin săvârșirea acelei fapte. (ex.: o persoană împușcă o altă persoană în cap. Este clară intenția sa directă de a omorî întrucât este conștient că persoana respectivă va muri datorită acestui fapt.)
O faptă este săvârșită cu intenție indirectă atunci când făptuitorul prevede urmările faptei periculoase, dar nu le urmărește, însă acceptă posibilitatea survenirii acestora. Practic infractorul se comportă indiferent față de posibilitatea survenirii rezultatului periculos, pe care nu-l urmărește, însă admite posibilitatea producerii lui, care de altfel se și produce. (ex: o persoană aruncă de la o distanță de 9 metri o sticlă și îl lovește pe cel cu care se certa. Cel din urmă este grav lovit la cap. Are nevoie de 20 de zile de spitalizare, etc. Infracțiunea este săvârșită cu intenție indirectă. Făptuitorul, prin aruncarea acelui obiect contondent acceptă posibilitatea că aceasta să fie și lovit).
O faptă este săvârșită din culpă atunci când infractorul prevede rezultatul faptei sale, dar nu-l acceptă, socotind fără temei că el nu se va produce sau nu prevede rezultatul faptei sale, deși trebuia și putea să îl prevadă. Culpa este de două feluri : culpa cu prevedere sau cu ușurință, și culpa simplă sau neglijența.
Culpa cu prevedere sau ușurința constă în prevederea de către făptuitor a urmărilor sau efectelor periculoase ale faptei sale, pe care nu le acceptă, crezând că nu se vor produce. (ex : o persoană se află la volanul unei mașini și trece pe culoarea roșie, grăbindu-se. Pentru că pietonii aveau verde, domnul M. traversează strada regulamentar, însă este lovit grav de persoana grăbită. În urma acestui accident domnul M. decedează. Este vorba de o ucidere din culpă. Șoferul știa că nu are voie să treacă pe roșu întrucât se poate întâmpla ceva rău, dar avea speranța, credea, că acest lucru nu se va întâmpla.)
Culpa simplă sau neglijența constă în poziția psihică a persoanei care n-a prevăzut urmările periculoase ale faptei sale, deși în toate împrejurările cauzei ar fi trebuit să le prevadă. Practic infractorul nesocotește în mod conștient regulile de conduită, măsurile de precauție ce trebuiau luate, etc., fără a prevedea urmările periculoase ale faptelor sale, deși ar fi trebuit să le prevadă. (ex.: un bărbat își ține copilul în glumă pe fereastră, de la etajul trei, vrând doar să îl sperie, însă având mâinile sleioase, îi alunecă mâinile copilului din mâinile sale, motiv pentru care copilul cade și moare. Este vorba de ucidere din culpă, iar culpa îmbracă forma neglijenței). 
Praeterintenția este o formă specială a vinovăției, prin combinarea culpei și a intenției. În fond infractorul prevede și dorește ori acceptă producerea unor urmări periculoase, însă cele produse în realitate sunt mai periculoase. (ex.: un bărbat lovește o femeie în burtă neștiind că aceasta este însărcinată. Ceea ce prevede el reprezintă intenția de a lovi, însă rezultatul este unul mai grav decât se aștepta el să fie: un avort.).
Infracțiunea trebuie prevăzută de legea penală. Altfel spus nu orice faptă ce reprezintă pericol social și e săvârșită cu vinovăție reprezintă infracțiune. Ca și condiție esențială, această faptă trebuie încadrată în Codul Penal sau într-o lege specială. Nu se poate admite să fie pedepsită o faptă dacă aceasta nu este prevăzută de lege (nullum crimen sine lege).

## Infracțiuni în dreptul internațional
Infracțiunile definite de tratat drept infracțiuni împotriva dreptului internațional includ:
- Crime împotriva păcii
- Infracțiunea de apartheid
- Forțată dispariție
- Genocid
- Piraterie
- Sclavia sexuală
- Sclavie
- Război de agresiune
- Crimă de război

Din punctul de vedere al legii centrate pe stat, procedurile extraordinare (de regulă, curțile internaționale) pot urmări aceste infracțiuni. Reține rolul Curtea Penală Internațională de la Haga din Țările de Jos.